# アミール・サダロー
アミール・サダロー（Amir Sadollah、1980年8月27日 - ）は、アメリカ合衆国ニューヨーク州ブルックリン出身の男性総合格闘家。スローダウン・トレーニング・センター所属。TUF 7優勝。アミール・サドラーとも表記される。

## 来歴

### TUF
プロ総合格闘技の経験はなかったもののUFCのリアリティ番組「The Ultimate Fighter」のシーズン7に参加する。スティーブ・バーンズに勝利し番組参加を決め、フォレスト・グリフィン率いるチーム・フォレストに2位で指名される。1回戦はジェラルド・ハリスと対戦し、ハリスのレスリングテクニックに苦しむものの2RにパウンドをまとめてTKO勝ちを収める。2回戦はマット・ブラウンに三角絞めでタップを奪う。準決勝では優勝候補のCB・ダラウェイと対戦、相手の優勢のまま試合は進んだが、最後に腕ひしぎ十字固めを極め逆転勝利を飾る。6月21日の決勝ではジェシー・テイラーと対戦予定であったが、テイラーが不祥事を起こし失格となり、敗者復活戦に勝利したダラウェイと再戦の運びとなった。試合は3分過ぎに下からの腕ひしぎ十字固めで勝利し、シーズン7の優勝とUFCとの契約を勝ち取った。

### UFC
UFC参戦後は階級をウェルター級へ転向。2009年8月8日、TUF後のUFC初参戦となったUFC 101でジョニー・ヘンドリックスと対戦し、開始29秒アッパーの連打を浴び、TKO負けを喫した。11月21日、UFC 106でフィル・バローニと対戦し、打撃で試合を優勢に進め3-0の判定勝ちを収めた。
2010年1月11日、UFC Fight Night: Maynard vs. Diazでブラッド・ブラックバーンと対戦し、3-0の判定勝ち。5月29日、UFC 114でキム・ドンヒョンと対戦し、0-3の判定負け。11月13日、UFC 122でペーター・ソボッタと対戦し、3-0の判定勝ちを収めた。
2014年9月20日 UFC Fight Night: Hunt vs. Nelsonで秋山成勲と対戦し、0-3の判定負け。2連敗となりUFCからリリースされた。

## 戦績
| 総合格闘技 戦績 | 総合格闘技 戦績 | 総合格闘技 戦績 | 総合格闘技 戦績 | 総合格闘技 戦績 | 総合格闘技 戦績 | 総合格闘技 戦績 |
| --------------- | --------------- | --------------- | --------------- | --------------- | --------------- | --------------- |
| 11 試合         | (T)KO           | 一本            | 判定            | その他          | 引き分け        | 無効試合        |
| 6 勝            | 0               | 2               | 4               | 0               | 0               | 0               |
| 5 敗            | 1               | 0               | 4               | 0               | 0               | 0               |

| 勝敗 | 対戦相手                 | 試合結果                                 | 大会名                                                                                   | 開催年月日     |
| ×    | 秋山成勲                 | 5分3R終了 判定0-3                        | UFC Fight Night: Hunt vs. Nelson                                                         | 2014年9月20日  |
| ×    | ダン・ハーディー         | 5分3R終了 判定0-3                        | UFC on Fuel TV 5: Struve vs. Miocic                                                      | 2012年9月29日  |
| ○    | ホルヘ・ロペス           | 5分3R終了 判定2-1                        | UFC on Fuel TV 3: Korean Zombie vs. Poirier                                              | 2012年5月15日  |
| ×    | ドゥエイン・ラドウィック | 5分3R終了 判定0-3                        | UFC Live: Hardy vs. Lytle                                                                | 2011年8月14日  |
| ○    | ダマルケス・ジョンソン   | 2R 3:24 ギブアップ（グラウンドの肘打ち） | UFC Fight Night: Nogueira vs. Davis                                                      | 2011年3月26日  |
| ○    | ペーター・ソボッタ       | 5分3R終了 判定3-0                        | UFC 122: Marquardt vs. Okami                                                             | 2010年11月13日 |
| ×    | キム・ドンヒョン         | 5分3R終了 判定0-3                        | UFC 114: Rampage vs. Evans                                                               | 2010年5月29日  |
| ○    | ブラッド・ブラックバーン | 5分3R終了 判定3-0                        | UFC Fight Night: Maynard vs. Diaz                                                        | 2010年1月11日  |
| ○    | フィル・バローニ         | 5分3R終了 判定3-0                        | UFC 106: Ortiz vs. Griffin 2                                                             | 2009年11月21日 |
| ×    | ジョニー・ヘンドリックス | 1R 0:29 TKO（スタンドパンチ連打）        | UFC 101: Declaration                                                                     | 2009年8月8日   |
| ○    | CB・ダラウェイ           | 1R 3:02 腕ひしぎ十字固め                 | The Ultimate Fighter: Team Rampage vs. Team Forrest Finale 【ミドル級トーナメント 決勝】 | 2008年6月21日  |

## 獲得タイトル
- The Ultimate Fighter 7 ミドル級トーナメント 優勝（2008年）

## 表彰
- ブラジリアン柔術 紫帯
- サンボ スポーツマスター